# ニューファンドランド (軽巡洋艦)
|          | |
| 艦歴     | |
| 発注     | |
| 起工     | 1939年11月9日 |
| 進水     | 1941年12月19日 |
| 就役     | 1943年1月21日 |
| 退役     | |
| その後   | 1959年12月30日にペルーに売却 |
| 除籍     | |
| 性能諸元 | |
| 排水量   | 基準 8,712トン 満載 11,024トン |
| 全長     | 169.3 m (555.5 ft) |
| 全幅     | 18.9 m (62 ft) |
| 吃水     | 5.3 m (16.5 ft) |
| 機関     | アドミラリティ三胴式重油専焼水管缶4基 パーソンズ式オール・ギヤードタービン4基 蒸気タービン 4軸推進 72,500shp                                                            |
| 最大速   | 33ノット (61 km/h) |
| 乗員     | 平時650名、戦時730名 |
| 兵装     | Mark XXIII 15.2cm（50口径）三連装砲4基 Marks XVI 10.2cm（45口径）連装高角砲4基 4cm（39口径）ポンポン砲四連装2基 12.7mm（62口径）機銃四連装4基 53.3cm三連装魚雷発射管2基 |

ニューファンドランド (HMS Newfoundland, 59) は、イギリス海軍の軽巡洋艦。セイロン級。

## 艦歴
スワン・ハンター社で建造。1939年11月9日起工。1941年12月19日進水。1943年1月21日竣工。
1943年6月、パンテッレリーア島攻撃（コークスクリュー作戦）に参加し、パンテッレリーア島を砲撃した。パンテッレリーア島の降伏後はランペドゥーザ島に対する攻撃にも参加した。
7月、シチリア島侵攻作戦（ハスキー作戦）に参加。7月23日にイタリアのアデュア級潜水艦「アシアンギ (Ascianghi)」もしくはドイツ潜水艦「U407」の雷撃を受け損傷した。マルタでの応急修理後アメリカ合衆国へ向かい、ボストン海軍工廠で修理を受けた。1944年4月の修理完了後は、イギリスで11月まで改装を受けた。
1945年5月、「ニューファンドランド」はニューギニアのウェワクに対する砲撃を行った。6月、トラック攻撃（インメイト作戦）に参加し、艦砲射撃を行った。続いて日本本土に対する攻撃に参加した。8月9日には釜石に対する砲撃に参加した。
1946年10月29日、「ニューファンドランド」はマラッカ海峡で日本の重巡洋艦「高雄」の海没処分を行なった。「高雄」の機械室への注水および艦底に仕掛けられた爆雷の起爆後、「ニューファンドランド」は砲撃を行い9発中6発が命中したという。
戦後は訓練艦として使用されたが、1952年に東インド、極東方面に配備された。第二次中東戦争で1956年11月1日、スエズ湾でエジプト艦「ディムヤート (Domiat)」（旧リバー級フリゲート「ニース (HMS Nith)」）をデアリング級駆逐艦「ダイアナ」（HMS Diana, D126）と共同で撃沈した。

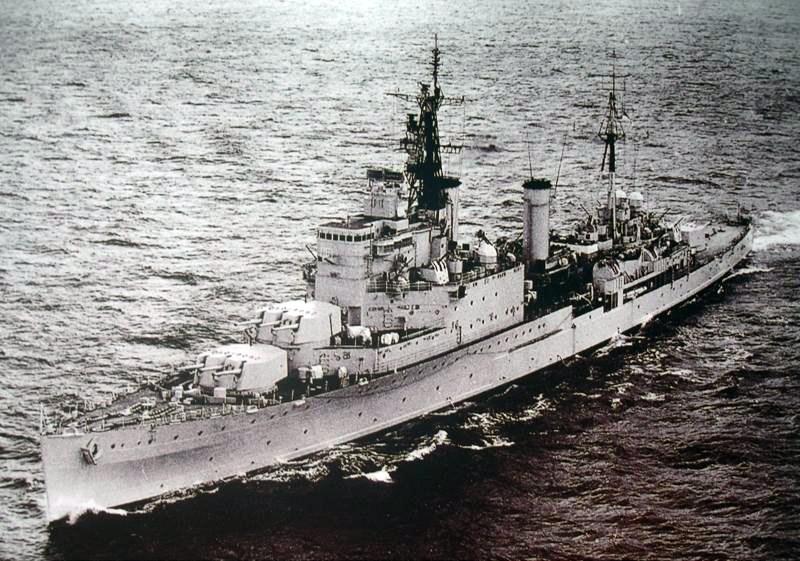
「カピタン・キニョネス」

1959年にペルーへ売却され、ペルー海軍にて「アルミランテ・グラウ (Almirante Grau)」と改名された。1973年に「カピタン・キニョネス」と再改名。1979年に退役後、日本で解体された。